# Hoikanlampi
Hoikanlampi är en sjö i Finland. Den ligger i kommunen Kuhmo i landskapet Kajanaland, i den östra delen av landet, 500 km nordost om huvudstaden Helsingfors. Hoikanlampi ligger 234 meter över havet. Den är 11 meter djup. Arean är 22,4 hektar och strandlinjen är 4,51 kilometer lång. Sjön  ingår i Uleälvens huvudavrinningsområde.   I omgivningarna runt Hoikanlampi växer i huvudsak barrskog.